# Frontólisis
La frontólisis en meteorología, es la disipación o debilitamiento de un frente atmosférico.
A diferencia de las áreas de "frontogénesis", las áreas donde las masas de aire divergen se denominan áreas de frontólisis.